# Время-река
«Время-река» — третий студийный альбом российского поп-певца Димы Билана, выпущенный в июле 2006 года на лейбле «Gala Records». Альбом выпущен спустя 2 месяца после конкурса песни «Евровидение», где Билан с песней «Never Let You Go» занял 2-е место.

## Информация
Песня «Время-река» существует в нескольких версиях, одна — альбомная, вышедшая в 2006 году, другая — версия, представленная в видеоклипе 2007 года (также существует в версии с расширенным интро), которая позже была выпущена на сборнике «От хулигана до мечтателя… Best».

## Список композиций
| №   | Название                                                   | Текст песни      | Музыка                                        | Длительность |
| --- | ---------------------------------------------------------- | ---------------- | --------------------------------------------- | ------------ |
| 1.  | «Я тебя помню»                                             | Олег Толстов     |                                               | 3:08         |
| 2.  | «Это была любовь»                                          | Р. Бокарёв       | М. Мшенский                                   | 3:40         |
| 3.  | «Время-река»                                               | Денис Ковальский |                                               | 3:54         |
| 4.  | «Не оставляй меня»                                         | Денис Ковальский |                                               | 3:36         |
| 5.  | «Спасибо тебе»                                             | Денис Ковальский |                                               | 4:00         |
| 6.  | «Где-то»                                                   |                  | Денис Ковальский                              | 3:31         |
| 7.  | «Стань для меня»                                           | Аслан Гусейнов   | Аслан Гусейнов                                | 4:10         |
| 8.  | «Невозможное возможно»                                     | Лара Д'Элиа      | А. Лунев                                      | 3:07         |
| 9.  | «Я умираю от любви»                                        | Лара Д’Элиа      | А. Лунев                                      | 3:27         |
| 10. | «Ветер с моря»                                             | Лара Д'Элиа      | А. Лунев                                      | 3:24         |
| 11. | «Не скучай, бедный ангел»                                  | С. Алиханов      | А. Андерсен / С. Смит/ Д. ДеВиллер / С.Хосейн | 3:37         |
| 12. | «Так устроен этот мир» (Русская версия «Never Let You Go») | К. Кавалерян     | А. Лунев                                      | 3:04         |
| 13. | «Never Let You Go» (Никогда не отпущу тебя)                | К. Кавалерян     | А. Лунев                                      | 3:00         |

## Награды
- Золотой диск «НФПФ» 2006 г.
- Платиновый диск «НФПФ» 2006 г.